# Arubani

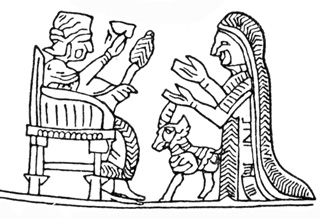
Arubani (till höger)

Arubani var en urarteisk gudinna. Hon var överguden Haldis maka . Arubani är den urarteiska motsvarigheten till den armeniska gudinnan Anahit och den grekiska gudinnan Artemis.